# Paresseux terrestre de Jefferson
Megalonyx jeffersonii
Ne doit pas être confondu avec Megatherium.
Genre
Espèce
Le Paresseux terrestre de Jefferson, ou paresseux géant d'Amérique du Nord (autrefois nommé Megalonyx ou Mégathère de Jefferson), dont le nom scientifique est Megalonyx jeffersonii est une espèce éteinte qui a vécu en Amérique du Nord lors du Pléistocène jusqu'à la fin de la dernière glaciation.
Selon les squelettes découverts aux États-Unis, certains individus dépassaient deux mètres de hauteur.
C'est le dernier des membres connus de la famille (éteinte) des Megalonychidae dont les premières espèces connues datent de l'Oligocène (environ 35 millions d'années), documentés par des fossiles trouvés en Patagonie. Plusieurs genres sont connus en Amérique du Sud au Miocène moyen, les fossiles sont rares en Amérique du Nord. D'autres paresseux ont migré d'Amérique du Sud vers des îles ou y ont été piégés, évoluant en de nombreuses espèces dans les Antilles (fin du Miocène moyen au Pléistocène). Deux genres, Pliometanastes et Megalonyx ont colonisé l'Amérique du Nord, probablement via les Caraïbes.

## Étymologie
Megalonyx signifie qu'il possédait des griffes géantes. La seconde partie de son nom scientifique (Jeffersonii) vient du fait que c'est Thomas Jefferson (alors deuxième vice-président des États-Unis) qui l'a décrite. En fait cet animal a été appelé Megalonyx jusqu'en 1822 où il a été rebaptisé « Mégathère de Jefferson » (« Jefferson's megatherium » pour les anglophones) ou Megatherium Jeffersonii par le zoologiste français Anselme Gaëtan Desmarest (1784-1838), pour honorer Thomas Jefferson.

## Histoire de la découverte

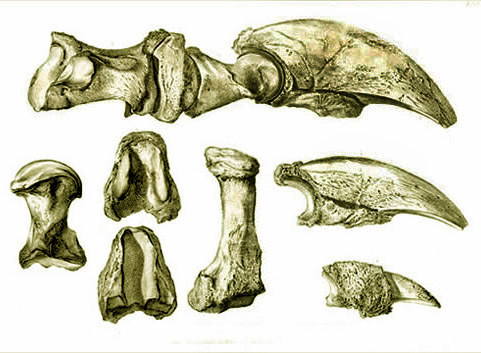
1ère illustration des griffes du Megalonyx, par Caspar Wistar pour lAmerican Philosophical Society.

Le premier élément fossile trouvé de cette espèce est une grande griffe (découverte dans le Dakota du Nord), par Linda et Doug Vannurden de Mandan, sur un terrain administré par le Corps du génie de l'armée des États-Unis au sud de Bismarck (Dakota du Nord). Une grande griffe puis des ossements ont aussi été trouvés dans le sol d'une grotte de l'ouest de la Virginie exploitée pour son salpêtre. Jefferson croit d'abord que cette énorme griffe appartient à une sorte de panthère, tigre ou lion géant.
Des os sont mentionnés pour la première fois par Jefferson dans une lettre qu'il écrit à David Rittenhouse de Philadelphie, le 3 juillet 1796 (lettre lue par Benjamin Smith Barton le 19 août 1796 lors d'une réunion de l'American Philosophical Society). Les ossements sont indépendants des trouvailles de John Stewart du comté de Greenbriar (Virginie-Occidentale) et d'un certain M. Hopkins de New-York. Selon Jefferson, ces os ont été trouvés à seulement trois pieds de profondeur dans une grotte propriété de Frédéric Cromer.
Naturaliste enthousiaste, Jefferson se passionne pour des ossements d'une taille exceptionnelle trouvés dans un marais du Kentucky.
Jefferson reçoit (en 1796) une caisse d'ossements pour les étudier, et au vu d'une très grande griffe qui y figure il comprend qu'il s'agit d'une autre espèce que les mammouths ou félins préhistoriques.
Jefferson le nomme paresseux géant en référence à ses cousins survivants de l'Amérique du Sud, en 1797, lors d'un exposé fait à l'American Philosophical Society où il est invité en tant que paléontologue. À la demande de cette société savante, il en a fait étudier les os par Caspar Wistar qui a copublié avec Jefferson un rapport sur ces os (illustré), en 1799,.
Ces ossements attirent rapidement l'attention de naturalistes du monde entier. Quand Georges Cuvier (naturaliste français) apprend leur existence, il tient à en parler et à les illustrer dans ses publications (fait unique pour un animal originaire d'Amérique du Nord, zone qui est à l'époque considérée comme moins riche en faune disparue que l'Europe). Jefferson comprend qu'il ne s'agit pas d'un félin mais d'un animal comparable aux Megatherium americanum animal dont les os viennent d'être scientifiquement décrits par Cuvier, sur la base d'ossements trouvés au Paraguay, et envoyés au musée de Madrid, en Espagne. Jefferson peut alors présenter ses fossiles comme ceux d'un immense paresseux terrestre. On ignore encore (jusqu'au XIXe siècle) si le Megatherium ou ce Megalonyx sont disparus ou encore vivants dans des zones reculées, car leurs ossements sont visiblement « récents » et non pétrifiés comme les fossiles plus anciens le sont.
Au Brésil des scientifiques ont trouvé de larges tunnels aux parois arrondies, avec des sols lisses et des marques de griffes sur les parois ; plutôt que des grottes, il pourrait s'agir de terriers géants creusés par des paresseux géants (presque de la taille d'un éléphant) ou peut-être par une espèce de tatou géant (armadillos) (deux espèces éteintes).

## Description

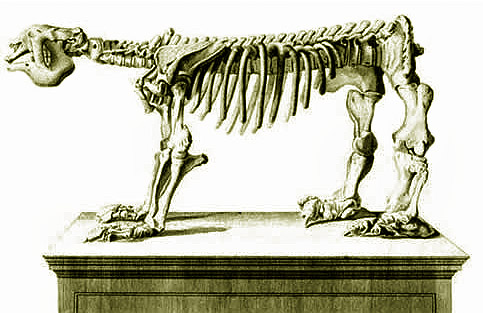
Squelette reconstitué sans sa queue.
Noter l'éperon osseux au niveau du coude, sur les pattes avant.

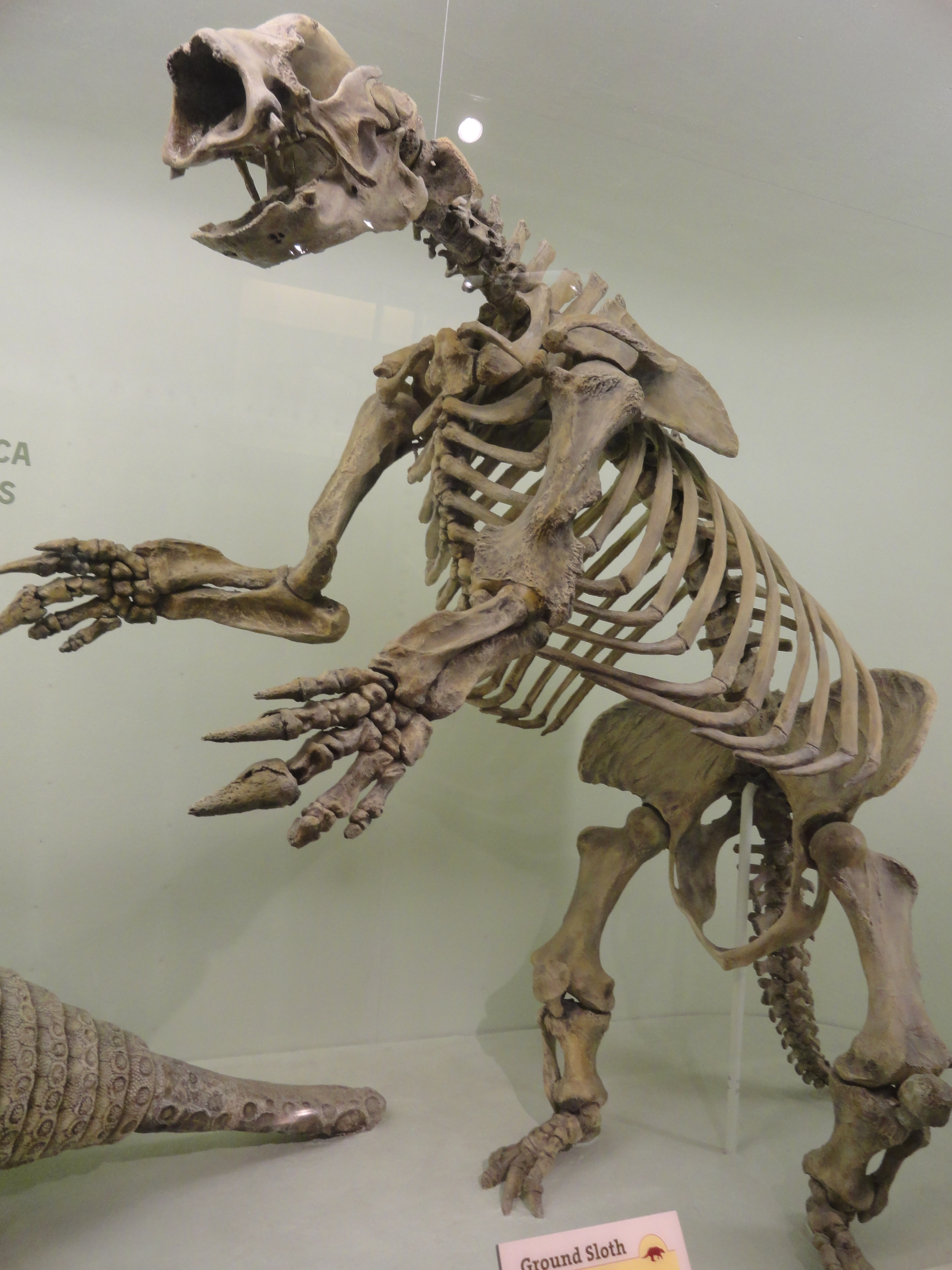

Mesurant 2,5 à 3 m de longueur et pesant jusqu'à 4 Tonnes, c'est un animal massif au squelette solide. La forme du crâne laisse supposer un museau émoussé ou plat qui abrite de puissantes mâchoires. Ses pattes sont munies de griffes très imposantes. Les pattes arrière sont celles d'un plantigrade (pieds reposant à plat). Une longue queue l'aide à se tenir en posture debout ou semi-bipédique lorsqu'il se nourrit de feuillage dans les arbres (et d'écorce ?).
Ces fossiles ont été trouvés dans des zones boisées ou enforestées à l'époque où il y vivait, dans quasiment tous les actuels États-Unis, y compris dans les Rocheuses et le long de la côte Ouest. C'est le seul paresseux qui a été largement présent au Canada et la seule espèce qui se soit étendue vers l'est de la Béringie (Yukon et Alaska), ce qui laisse penser qu'il était poilu et adapté au froid. On l'a en effet trouvé dans les gisements de fossiles de la période glaciaire dite de l'Illinois (il y a plus de 150 000 ans) et jusqu'à la fin de la période glaciaire dite Wisconsinienne (il y a 10 000 ans environ).

## Cause de disparition
Il semble possible et probable que ces paresseux aient été chassés par l'homme, et que ce soit une des causes de leur disparition, car comme de nombreux autres grands mammifères, ils ont survécu à trois glaciations difficiles. Ils étaient nombreux lors de la dernière glaciation, et vivaient encore il y a un peu plus de 10 000 ans à la fin de cette dernière. Ils ont disparu alors que les populations humaines s'étendaient en Amérique du Nord.
Outre Megalonyx jeffersonii, trois autres paresseux géants ayant vécu en Amérique du Nord ont disparu dans les mêmes conditions :
- Eremotherium laurillardi,
- Nothrotheriops shastensis,
- Glossotherium harlani.